# Grosse Pointe (Míchigan)
Grosse Pointe es una ciudad ubicada en el condado de Wayne en el estado estadounidense de Míchigan. En el Censo de 2010 tenía una población de 5421 habitantes y una densidad poblacional de 929,01 personas por km².

## Geografía
Grosse Pointe se encuentra ubicada en las coordenadas 42°23′2″N 82°54′15″O / 42.38389, -82.90417. Según la Oficina del Censo de los Estados Unidos, Grosse Pointe tiene una superficie total de 5.84 km², de la cual 2.74 km² corresponden a tierra firme y (53%) 3.09 km² es agua.

## Demografía
Según el censo de 2010, había 5421 personas residiendo en Grosse Pointe. La densidad de población era de 929,01 hab./km². De los 5421 habitantes, Grosse Pointe estaba compuesto por el 93.17% blancos, el 3.32% eran afroamericanos, el 0.11% eran amerindios, el 1.57% eran asiáticos, el 0.09% eran isleños del Pacífico, el 0.2% eran de otras razas y el 1.53% pertenecían a dos o más razas. Del total de la población el 1.81% eran hispanos o latinos de cualquier raza.